# 어둠 속에 홀로
《어둠 속에 홀로》(영어: Alone in the Dark)는 미국에서 제작된 잭 숄더 감독의 1982년 슬래셔 영화이다. 잭 팰런스 등이 출연하였고, 로버트 셰이 등이 제작에 참여하였다.

## 줄거리
리오 베인이 운영하는 뉴저지주 헤이븐 정신 병원의 의료진 해리 머턴이 필라델피아로 자리를 옮기면서 그 후임으로 댄 포터가 부임한다. 3층 환자들은 포터가 머턴을 살해하고 머턴의 자리를 차지했다고 믿으며 적개심을 내비친다. 이 3층 환자들은 전쟁 포로 출신 편집증 환자 프랭크 호크스, 방화광인 바이런 "프리처" 섯클리프, 비만한 아동 성학대범 로널드 엘스터, 다른 사람들에게 얼굴을 보이지 않는 살인광 존 "더 블리더" 스캐그스로 구성돼있다.
지역 정전으로 병원 보안 시설이 작동하지 않게 되자 3층 환자들은 이때를 틈타 도망하여 포터의 가족들을 노린다.

## 출연진
- 잭 팰런스 - 프랭크 호크스 역
- 도널드 플레전스 - 리오 베인 의사 역
- 마틴 랜다우 - 바이런 "프리처" 섯클리프 역
- 드와이트 슐츠 - 댄 포터 의사 역
- 에를란트 판릿트 - 로널드 "패티" 엘스터 역
- 데버라 헤드월 - 넬 포터 역
- 리 테일러앨런 - 토니 포터 역
- 필립 클라크 - 톰 스미스 / 존 "블리더" 스캐그스 역
- 엘리자베스 워드 - 라일라 포터 역
- 캐럴 레비 - 벙키 역
- 키스 레딘 - 빌리 역
- 고든 왓킨스 - 버넷 형사 역
- 브렌트 제닝스 - 레이 커티스 역
- 프레더릭 코핀 - 짐 게이블 역
- 애니 코즌 - 머리사 홀 역
- 린 셰이 - 헤이븐 접수 담당자[1] 역

## 기타 제작진
- 협력 제작: 세라 리셔
- 배역: 디 디 웨일리